# Bilan saison par saison du Rodez Aveyron Football
Cette page présente le bilan saison par saison du Rodez Aveyron Football.

## Tableau récapitulatif saison par saison
| Saison  | Division   | Classement | Coupe de France                                               |
| ------- | ---------- | ---------- | ------------------------------------------------------------- |
| 1980-81 | DHR        | 1er        |                                                               |
| 1981-82 | DH         | 1er        | 7e tour : 1-0 face à l'ESA Brive (D4)                         |
| 1982-83 | Division 4 | 10e        |                                                               |
| 1983-84 | Division 4 | 1er        |                                                               |
| 1984-85 | Division 3 | 6e         | 8e tour : 2-1 face à l'APEB La Roche sur Yon (D2)             |
| 1985-86 | Division 3 | 5e         | 32e de finale : 0-0, 5-3 TAB face au SC Bastia (D1)           |
| 1986-87 | Division 3 | 4e         | 32e de finale : 1-0 face à l'AS Saint-Étienne (D1)            |
| 1987-88 | Division 3 | 1er        | 8e tour : 0-1 face au FC Sète 34 (D2)                         |
| 1988-89 | Division 2 | 16e        |                                                               |
| 1989-90 | Division 3 | 1er        |                                                               |
| 1990-91 | Division 2 | 8e         | Demi-finale : 4-1 face à l'Olympique de Marseille (D1)        |
| 1991-92 | Division 2 | 6e         | 8e tour : 2-1 face au Poitiers FC (D4)                        |
| 1992-93 | Division 2 | 14e        | 16e de finale : 9-1 face au FC Nantes (D1)                    |
| 1993-94 | National 2 | 3e         | 32e de finale : 1-0 face à l'AS Lyon-Duchère (N1)             |
| 1994-95 | National 2 | 4e         | 8e tour : 1-1, 5-4 TAB face à l'Olympique St. Liguaire (DH)   |
| 1995-96 | National 1 | 11e        | 6e tour : 0-0, 4-2 TAB face au Montauban FC (National 3)      |
| 1996-97 | National 1 | 15e        |                                                               |
| 1997-98 | CFA        | 14e        | 8e tour : 0-1 face à Nice (D2)                                |
| 1998-99 | CFA        | 9e         | 32e de finale : 0-1 face à Clermont-Ferrand (CFA)             |
| 1999-00 | CFA        | 4e         |                                                               |
| 2000-01 | CFA        | 16e        | 7e tour : 2-1, face à l'AS Saint-Chinian                      |
| 2001-02 | CFA 2      | 5e         |                                                               |
| 2002-03 | CFA 2      | 12e        | 3e tour : 2-0, face à Onet-le-Château (CFA2)                  |
| 2003-04 | CFA 2      | 1er        | 8e tour : 2-1 face à JA Biarritz (DHR)                        |
| 2004-05 | CFA        | 2e         | 32e de finale : 1-2 face au FC Metz (L1)                      |
| 2005-06 | CFA        | 2e         | 6e tour : 1-1, 5-3 TAB face à Onet-le-Château (DH)            |
| 2006-07 | CFA        | 1er        | 16e de finale : 1-0 face au Clermont Foot (N)                 |
| 2007-08 | National   | 13e        | 7e tour : 1-0 face à l'US Luzenac (CFA)                       |
| 2008-09 | National   | 15e        | Quart de finale : 2-0 face au Stade rennais (L1)              |
| 2009-10 | National   | 15e        | 32e de finale : 1-0 face aux Girondins de Bordeaux (L1)       |
| 2010-11 | National   | 18e        | 7e tour : 1-0 face au Nîmes Olympique (L2)                    |
| 2011-12 | CFA        | 2e         | 6e tour : 0-0, 5-4 TAB face à la JS Cugnaux (DH)              |
| 2012-13 | CFA        | 8e         | 5e tour : 1-3 face à l'US Albi (CFA)                          |
| 2013-14 | CFA        | 2e         | 32e de finale : 0-2 face au Montpellier HSC (L1)              |
| 2014-15 | CFA        | 6e         | 5e tour : 3-1 face à Balma SC (CFA2)                          |
| 2015-16 | CFA        | 14e        | 6e tour : 2-1 (AP) face à l'US Colomiers (CFA)                |
| 2016-17 | CFA        | 1er        | 8e tour : 1-0 face au Istres FC (DHR)                         |
| 2017-18 | National   | 4e         | 8eme tour : 1-1, 5-3 TAB face à l'AS Fabrègues (National 3)   |
| 2018-19 | National   | 1er        | 8eme tour : 2-0 face au FC Sète 34 (National 2)               |
| 2019-20 | Ligue 2    | 16e        | 32e de finale : 2-1 face à l'Athlético Marseille (National 3) |
| 2020-21 | Ligue 2    | 15e        | 32e de finale : 2-1 face au Stade brestois 29 (L1)            |
| 2021-22 | Ligue 2    | 17e        | 8e tour : 1-1, 3-2 TAB face à l'AS Cannes (National 3)        |
| 2022-23 | Ligue 2    | 14e        | Quart de finale : 6-1 face au Toulouse FC (L1)                |
| 2023-24 | Ligue 2    | 4e         | 16e de finale : 3-1 face au AS Monaco (L1)                    |
| 2024-25 | Ligue 2    | 14e        | 7ème tour : 2-1 face à Angoulême Charente FC (National 2)     |
| 2025-26 | Ligue 2    |            |                                                               |